# Etxauri
Etxauri (spanisch Echauri) ist eine Stadt und Gemeinde in der Provinz und autonomen Gemeinschaft Navarra, Nordspanien. Der Ort liegt etwa 13 Kilometer entfernt von Pamplona am Fluss Arga. Die Gemeinde hat 662 Einwohner (Stand: 2024) auf einer Fläche von 13,6 Quadratkilometern.